# 조오현

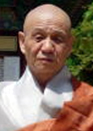

조오현(曺五鉉, 1932년 ~ 2018년)은 대한민국의 시인, 승려이다. 경상남도 밀양에서 태어났다. 1958년에 입산(入山)하여 현재 대한불교조계종 백담사와 신흥사에 소속되어 있다.
1968년 시조문학에 <봄>, <관음기>가 추천되어 등단하였다. 시집 <아득한 성자>는 베스트셀러 반열에 올라 있다.

## 경력
- 1997년 대한불교조계종 신흥사 주지

- 1991년 대한불교조계종 낙산사 회주

- 1992년 대한불교조계종 신흥사 회주

- 1998년 ~ 현재 대한불교조계종 백담사 회주

- 2011년 8월 ~ 현재 대한불교조계종 신흥사 조실, 춘천불교방송 사장, 불교신문 편집국장, 만해사상실천 선양회 이사장

## 수상
- 2001년 가람시조문학상, 국민훈장 동백장

- 2005년 제 42회 한국문학상

- 2007년 제 19회 정지용 문학상

- 2009년 DMZ 평화상 대상

- 2011년 제 23회 포교대상

## 활동
작품
- 1970년 설산에 와서

- 1972년 할미꽃

- 1973년 석엽십우도

- 1973년 석굴암대불

- 1973년 비파산 가는 길

시집
- 1978년 상수도

- 1995년 어머니의 하늘

- 2001년 산에 사는 날에

- 2007년 아득한 성자

<산문집>
- 2003년 절간이야기

- 2007년 무문관